# Marienkapelle (Beckum)

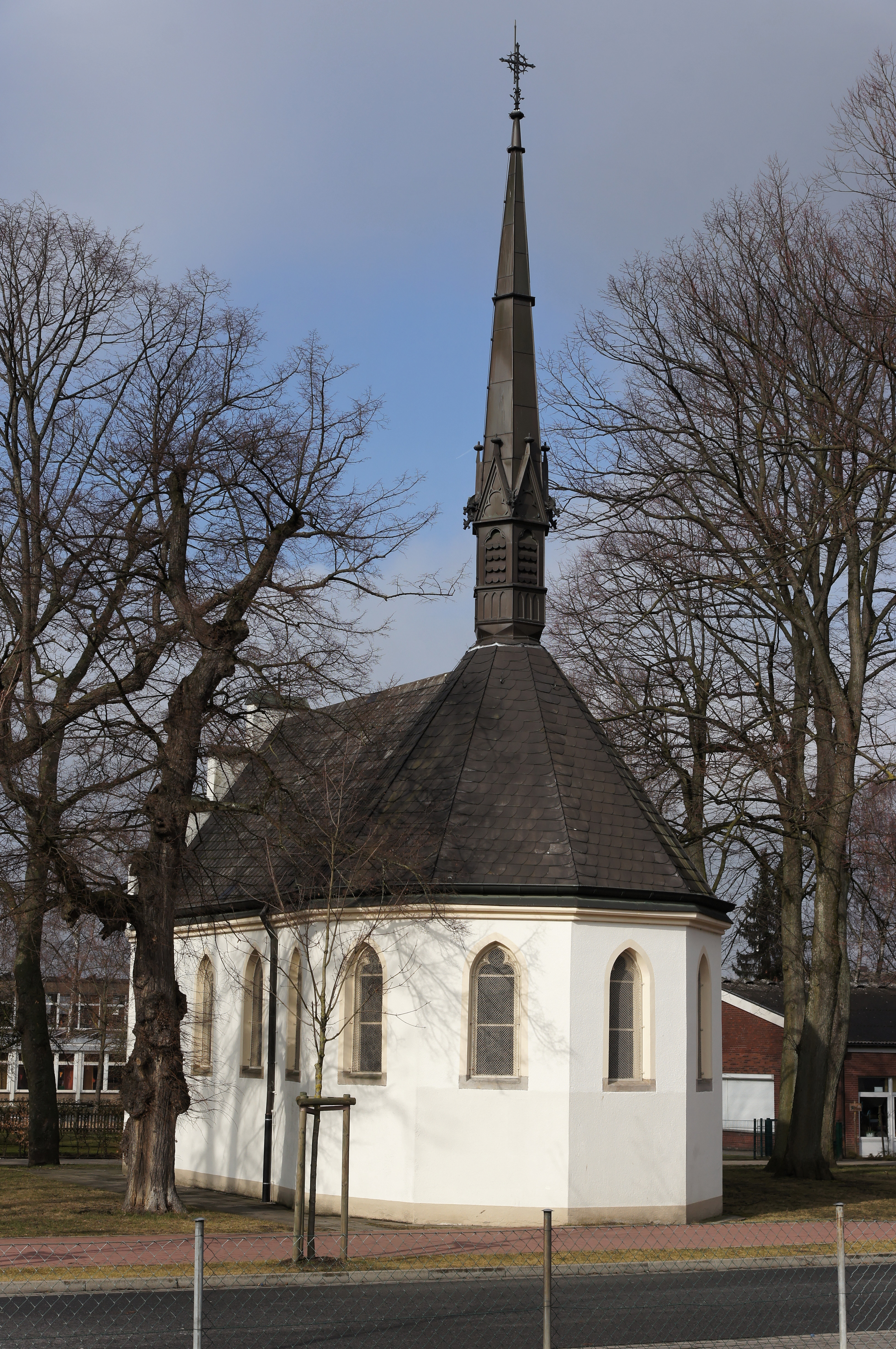
Außenansicht der Marienkapelle von Südosten 2012

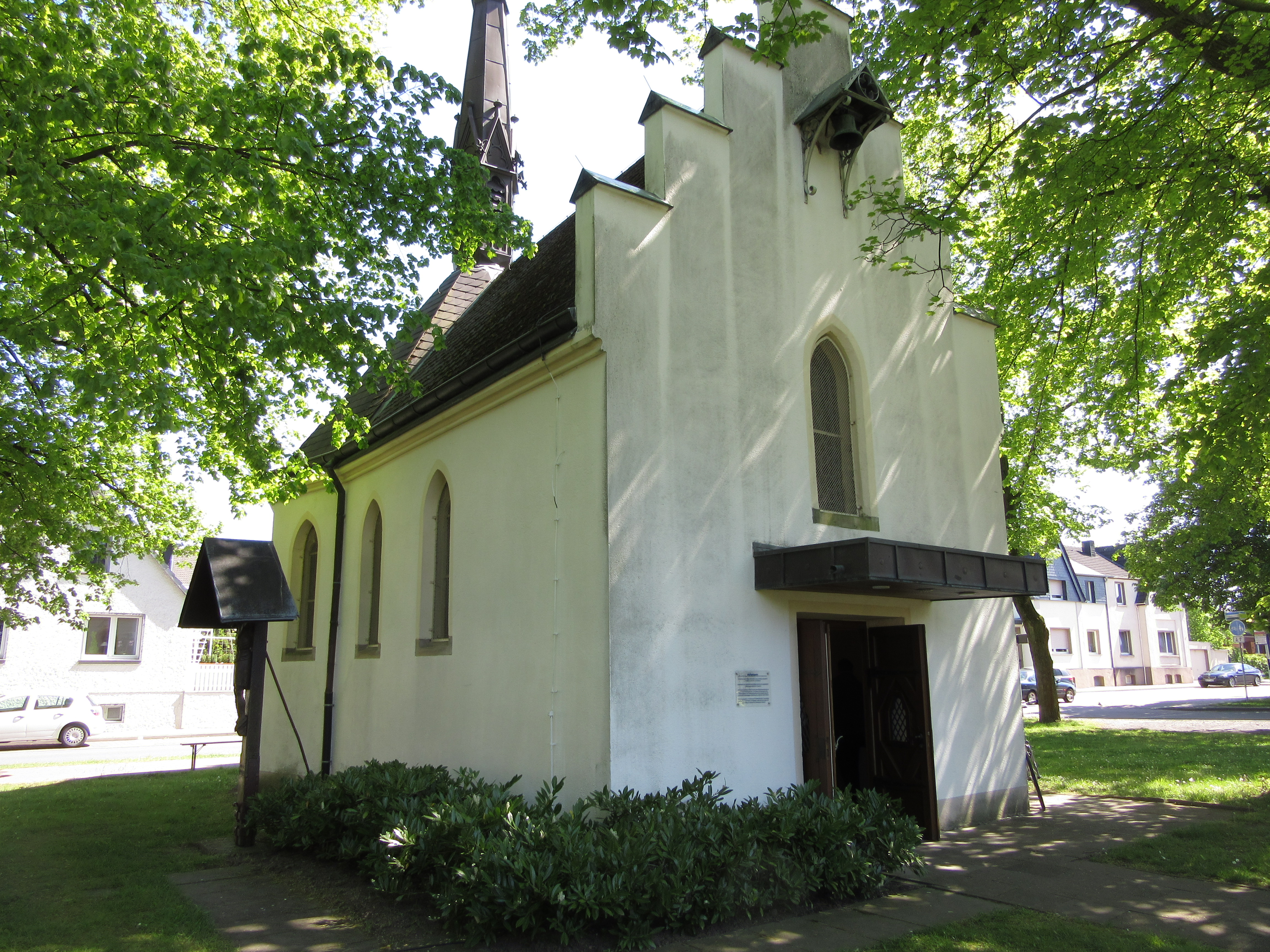
Außenansicht der Marienkapelle, 2015

Die katholische Marienkapelle in Beckum, Kreis Warendorf (Nordrhein-Westfalen), steht am Alten Hammweg. Ursprünglich weit vor den Mauern der Stadt an der alten Heerstraße nach Hamm gelegen, wird sie bis heute im Volksmund Hammhäuschen genannt.

## Geschichte
Über die Ursprünge der heute unter Denkmalschutz stehende Marienkapelle ist nichts bekannt. In den Akten des Schwesternhauses Blumenthal (Kloster Blumenthal) wird das Hammhäuschen (hamhüseken) bereits 1626 zur Lagebestimmung von Ackerland erwähnt. Vermutlich wurde die Kapelle um 1550, zu Beginn der Gegenreformation, erbaut. Während des Dreißigjährigen Krieges erlitt das Hammhäuschen starke Beschädigungen, war aber 1662 wiederhergestellt.

## Architektur

### Außen
Bis Anfang des 20. Jahrhunderts war die Kapelle ein einfaches, einschiffiges Renaissancegebäude mit unregelmäßigem 3/5-Schluss und flachbogigen Fenstern. An der Ostseite war ein hölzernes Marienrelief aus der ersten Hälfte des 18. Jahrhunderts angebracht. Nachdem es vom Künstler Heinrich Gerhard Bücker restauriert wurde, befindet es sich heute in der St.-Stephanus-Kirche zu Beckum.
Aufgrund schlechter Bausubstanz und beginnender Baufälligkeit wurde Anfang des 20. Jahrhunderts eine umfangreiche Renovierung der Marienkapelle notwendig. Einzelheiten werden in einem Erläuterungsbericht für die Wiederherstellung der Marienkapelle zu Beckum vom 21. Juni 1901 durch den Regierungsbaumeister Hilger Hertel der Jüngere aus Münster näher beschrieben. Der vorhandene Chor wurde abgerissen und durch einen neuen, größeren Chor mit 7/10-Schluss ersetzt. Das Dach wurde ganz erneuert und erhielt einen Dachreiter mit Zinkbekleidung. Die Fenster wurden vergrößert und erhielten Spitzbögen. Die Westseite erhielt einen Stufengiebel. Der Bauschein datiert vom 18. September 1901, die Rohbauabnahme erfolgte am 17. Januar 1903.
1981 wurde die Kapelle erneut umfangreich renoviert (unter anderem Dachreiter, Dach, Dachrinnen, Vordach), blieb aber diesmal in ihrem äußeren Erscheinungsbild im Wesentlichen unverändert.

### Innen
Von der ursprünglichen Inneneinrichtung der Kapelle ist wenig bekannt. Im Visitationsbericht von 1662 ist nur der nichtkonsekrierte Altar erwähnt.
Auch im Erläuterungsbericht für die Wiederherstellung der Marienkapelle zu Beckum vom 21. Juni 1901 wurde nur angemerkt, dass das Inventar ebenfalls neu beschafft werden sollte. Im Zuge der folgenden Renovierungsarbeiten am Anfang des 20. Jahrhunderts wurde ein neuer Innenverputz angebracht, der Fußboden erneuert und eine Holzdecke eingezogen.
1981 wurde der Fußbodenbelag entfernt, die dadurch freigelegten Deelensteine werden wieder als Fußboden benutzt. Der Innenraum wurde komplett umgestaltet, um die Kapelle besser für Gottesdienste nutzen zu können. Der vorhandene neugotische Altar wurde um 180° gedreht und aus dem Chor in den Eingangsbereich versetzt. Ein ehemaliger Kanzelfuß bildet den neuen Altar. Die Reliquien des alten Altars wurden in den neuen Altar überführt. An die Wände des Chores wurden Bänke angebracht, im Kirchenschiff wurden die vorhandenen Bänke durch Stühle ersetzt. Durch diese Anordnung rückte der Altar in die Mitte der Gemeinde. Er wurde somit zum Volksaltar. Die neue Raumordnung erhöhte die Anzahl der Sitzplätze von 18 auf ca. 50.

## Ausstattungsdetails
Den aus drei bronzenen Einzelreliefs bestehenden Kreuzweg schuf der Künstler Heinrich Gerhard Bücker 1996 für die Martinskirche in Beckum. Im Jahr 2012, nach der Profanierung der Martinskirche, wurde der Kreuzweg in die Marienkapelle überführt. Außergewöhnlich ist, dass der Künstler dem Kreuzweg zwei Stationen hinzugefügt hat.
- Die 15. Station zeigt die beiden Jünger mit dem auferstandenen Jesus in Emmaus.
- Die 16. Station visualisiert die Sendschreiben an die sieben Gemeinden aus der Offenbarung des Johannes.

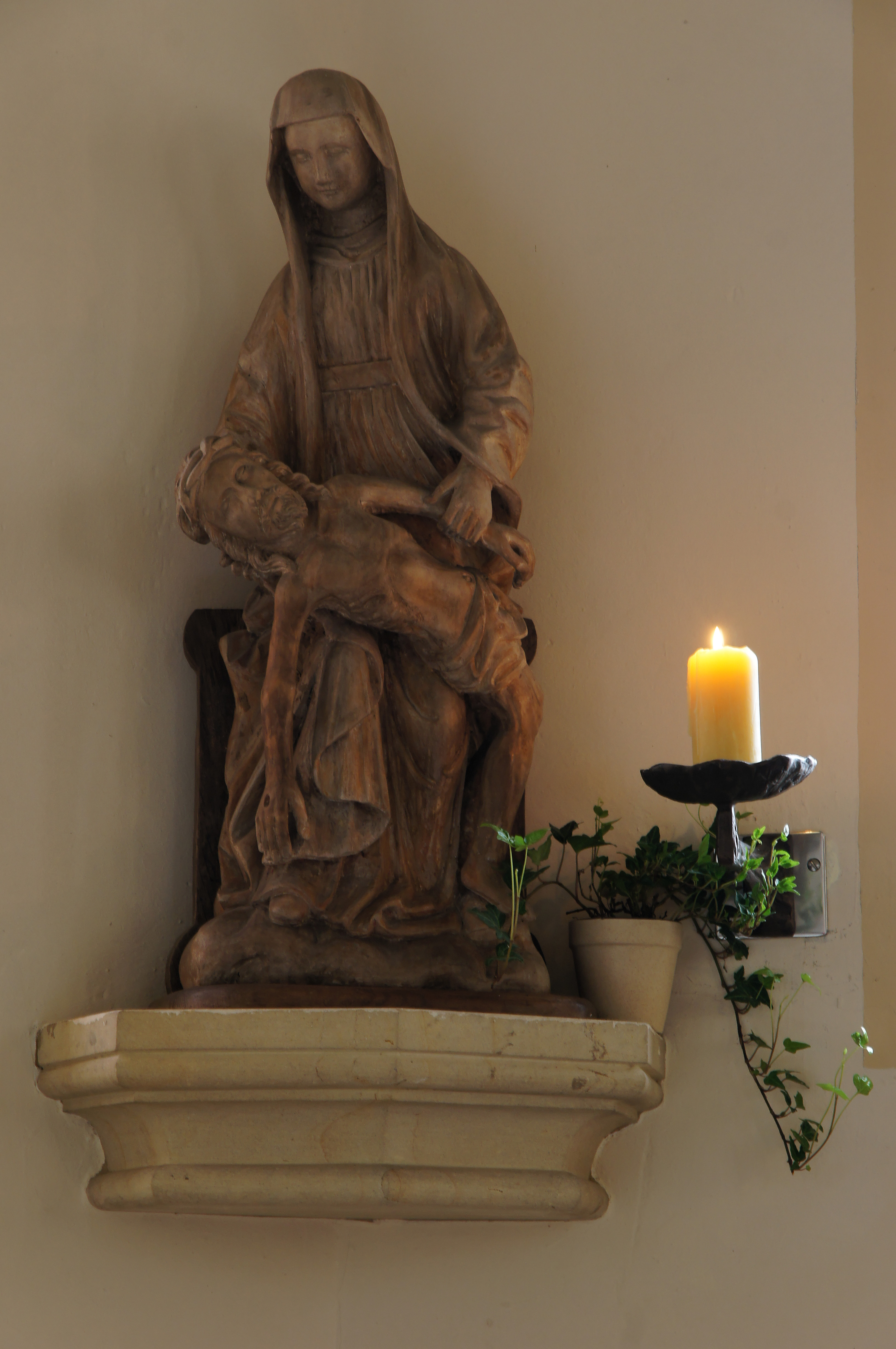
Pieta
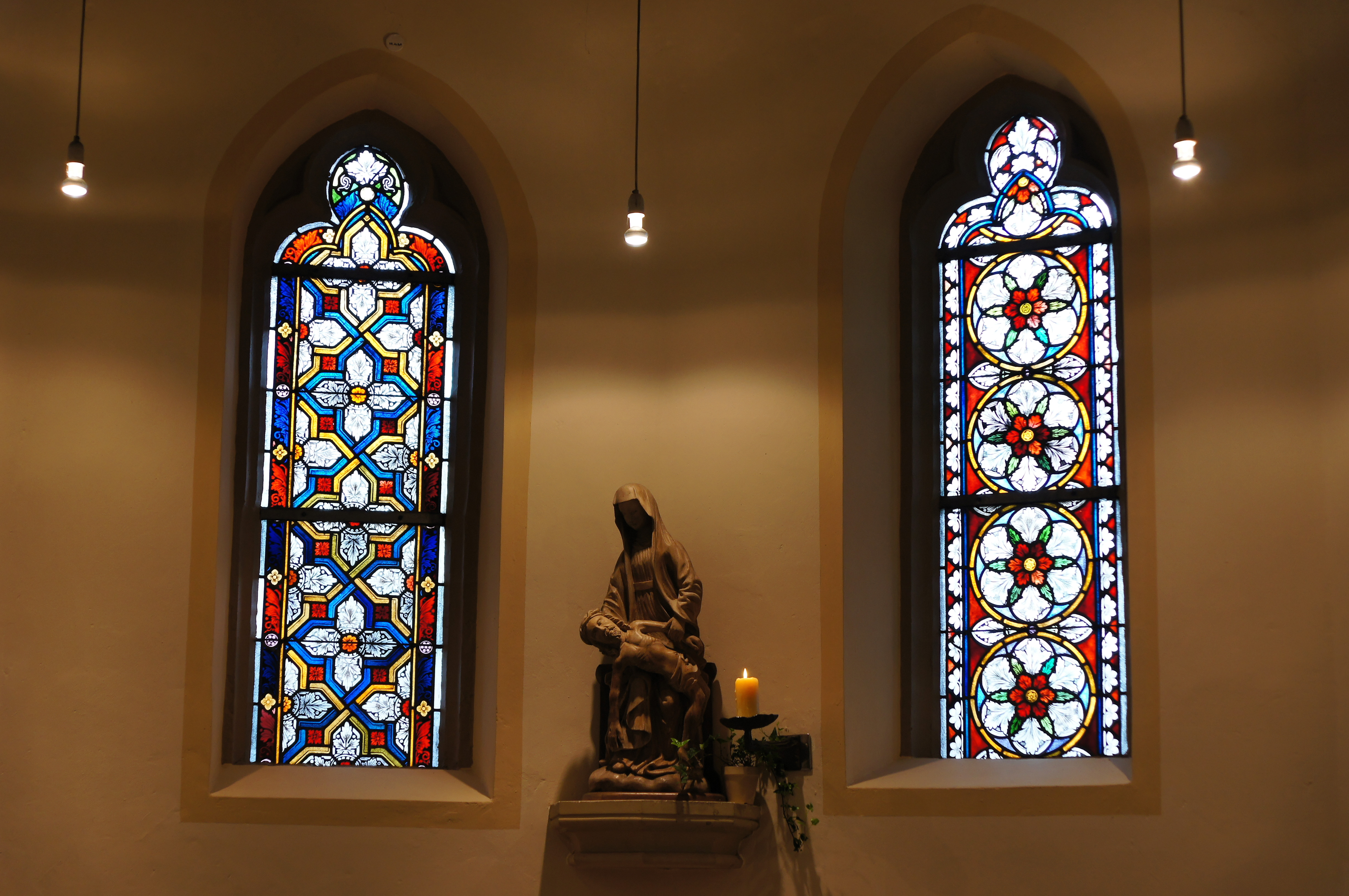
Pieta mit Fenster
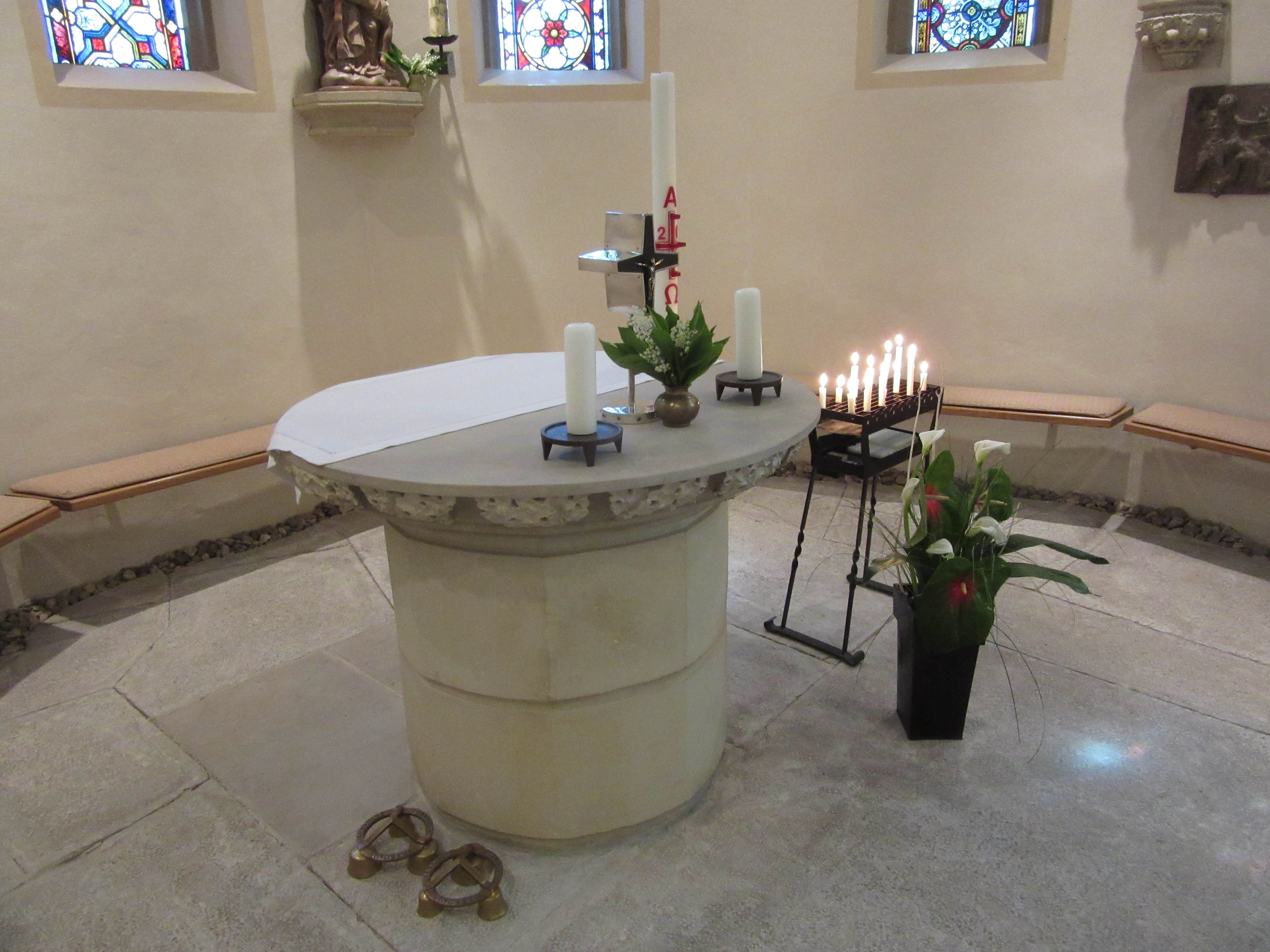
Blick auf den Altar

## Nutzung
Heute gehört die Marienkapelle wieder zur katholischen Propsteigemeinde St. Stephanus in Beckum. Regelmäßiger Gottesdienst ist am Donnerstag um 8:30 Uhr. Mittwochs um 15:00 Uhr ist Rosenkranzgebet. Auch die Kinder der Martinschule und des Martinkindergartens nutzen die Kapelle für Wortgottesdienste. Gelegentlich werden in der Kapelle auch Trauungen sowie Gold- und Silberhochzeiten gefeiert.